# Eterneller (roman)
Eterneller är den svenske författaren Viktor Johanssons debutroman, och släpptes på Modernista 2008. Romanen handlar om fyra kvinnor som har stannat både i växten och relationen till varandra.
Malin Ullgren på Dagens Nyheter ansåg "att den är väldigt vacker, helt enkelt, vacker som ett brev med tydlig handstil i hård blyerts. Upplysande och mänskligt, arbetat och förgängligt på en gång", och Dagens Arbete menade att det är en "poetisk berättelse i litet format som ger fantasin oändligt utrymme."